# Carrsville (Kentucky)
Pour l’article homonyme, voir Carrsville (Virginie).
La ville de Carrsville est située dans le comté de Rockcastle, dans l’État du Kentucky, aux États-Unis. Sa population s’élevait à 50 habitants lors du recensement de 2010, estimée à 49 habitants en 2016.

## Histoire
Carrsville a été nommée d’après Billy Karr, qui a établi la localité vers 1840 .

## Source
- (en) Cet article est partiellement ou en totalité issu de l’article de Wikipédia en anglais intitulé « Carrsville, Kentucky » (voir la liste des auteurs).

1. ↑  Rennick, Robert M., Kentucky Place Names, University Press of Kentucky, 1987, 51 p. (ISBN 0-8131-2631-2, lire en ligne)